# 若狭野村
若狭野村（わかさのむら）は、かつて兵庫県南西部（西播磨地区）に存在していた村。旧赤穂郡。1954年、相生市に編入されたため地方自治体として消滅した。
旧村域は現在の相生市の西部に相当する。

## 概要
現在の相生市若狭野町に相当する。

## 沿革
- 1889年（明治22年）4月1日 町村制施行に伴い、赤穂郡若狭野村発足。
- 1954年（昭和29年）8月1日 相生市による編入により消滅。

## 交通

### 鉄道路線
- 旧村域には西日本旅客鉄道の山陽新幹線、山陽本線が通過しているが駅は存在しない。

### 道路
- 国道
  - 国道2号
- 県道
  - 兵庫県道44号相生宍粟線
  - 兵庫県道449号多賀相生線